# سد سلامة اليسرى
سد سلامة اليسرى أحد سدود الطائف التاريخية.

## الوصف
يقع في منطقة سلامة اليسرى بالقرب من قرية غرابة بوادي البكار٬ الذي يبعد عن الطائف 35 كم إلى الجنوب الشرقي٬ ويبلغ طوله 48 متر٬
ويرجع تاريخه إلى العصر الأموي.